# ليلة في الأوبرا (فلم)
ليلة في الأوبرا (بالإنجليزية: A Night at the Opera) فيلم كوميدي أمريكي لعام 1935 من بطولة الإخوة ماركس (جروشو ماركس - هاربو ماركس - تشيكو ماركس)، ويشارك في البطولة كيتي كارلايل وألان جونز ومارجريت دومون وسيغ رومان ووالتر وولف كينج. كان هذا هو الفيلم الأول من بين خمسة أفلام قدمها الأخوة ماركس بموجب عقد مع شركة مترو غولدن ماير بعد أن تركوا شركة أفلام بارامونت، وهو أيضا الفيلم الأول بدون العضو الرابع من فريق الأخوان ماركس وهو «زيبو ماركس»، الأخ الأصغر والذي غادرهم ليستقل بعمله كمهندس ووكيل مسرحي.
كتب الفيلم جورج إس كوفمان وموري ريسكيند من قصة جيمس كيفن ماكجينيس. أخرج الفيلم سام وود ليصبح واحدة من أكبر نجاحات شركة مترو غولدن ماير في شباك التذاكر عام 1935. تم اختيار فيلم «ليلة في الأوبرا»، في عام 1993، لحفظه في السجل الوطني للأفلام في مكتبة الكونغرس باعتباره «مهمًا ثقافيًا أو تاريخيًا أو جماليًا». يحتل الفيلم المركز 85 على قائمة عام 2007 لمعهد الفيلم الأمريكي «مائة سنة.. مائة ضحكة» بينما كان يحتل المركز 12 على نفس القائمة عام 2000.

## طاقم التمثيل
جروشو ماركس: في دور أوتيس بي دريفتوود
هاربو ماركس: في دور توماسو
شيكو ماركس: في دور فيوريلو
كيتي كارلايل: في دور روزا كاستالدي
ألان جونز: في دور ريكاردو باروني
مارجريت دومون: في دور السيدة كلايبول
سيج رومان: في دور هيرمان جوتليب
والتر وولف كينغ: في دور رودولفو لاسباري
روبرت إيميت أوكونور: في دور الرقيب هندرسون
إدوارد كين: في دور الكابتن
بورنيل برات: في دور المحافظ
هاري ألين: في دور البواب
بيلي جيلبرت: في دور موسيقي (يطلب من شيكو عدم العزف على البيانو)

## أحداث الفيلم
تذهب الأرملة الثرية، السيدة كلايبول (مارجريت دومون) إلى مطعم في ميلانو بإيطاليا لتناول العشاء مع مدير أعمالها أوتيس بي دريفتوود (جروشو ماركس)، ولكنها تكتشف أنه يتناول طعامه مع امرأة أخرى ويجلس خلفها مباشرة. ينضم دريفتوود إلى السيدة كلايبول وسرعان ما يعرفها على هيرمان جوتليب (سيج رومان) مدير شركة أوبرا نيويورك، الذي يتناول أيضًا الطعام في نفس المطعم. يقوم دريفتوود بترتيب صفقة استثمار للسيدة كلايبول بمبلغ 200000 دولار في شركة الأوبرا مما يتيح للسيد هيرمان جوتليب (سيج رومان) التعامل مع رودولفو لاسباري (والتر وولف كينغ) أشهر مغني تينور أوبرالي. يقابل مغني الجوقة ريكاردو باروني (ألان جونز)، خلف كواليس دار الأوبرا، أفضل صديق له، فيوريلو (شيكو ماركس) ويقوم بتعيينه مديراً لأعماله. يهيم ريكاردو بحب مغنية السوبرانو روزا كاستالدي (كيتي كارلايل) التي يتودد لها لاسباري أيضًا. يصل دريفتوود إلى الاوبرا وخلف الكواليس يجد لاسباري يهاجم توماسو (هاربو ماركس) المسئول عن ملابس دريفتوود الذي يعاجله بضربة مطرقة تفقده وعيه. يقدم فيوريلو نفسه لدريفتوود باعتباره مدير «أعظم مغني تينور في العالم»، ويعتقد دريفتوود أن فيوريلو يشير إلى لاسباري (الذي يرقد فاقدًا للوعي عند أقدامهم)، ويوقع عقد عمل مع ريكاردو، دون قصد. سرعان ما يبحر دريفتوود والسيدة كلايبول وروزا ولاسباري وغوتليب من إيطاليا إلى نيويورك على متن سفينة بحرية. بعد توديع روزا على رصيف الميناء، يختبئ ريكاردو وفيوريلو وتوماسو داخل صندوق في الباخرة، ولكن دريفتوود يكشف وجودهم ويحاول إقناع الثلاثة بالمغادرة، حيث يتوقع موعدًا مع السيدة كلايبول ولكن فيوريلو يرفض المغادرة قبل تناول الطعام. تزدحم قاعة الباخرة بعدد متنوع وكبير من الأشخاص.
يكتشف لاسباري الثلاثة الهاربين بين المهاجرين الإيطاليين على متن الباخرة، ويتم القبض عليهم وإلقائهم في الحجز ولكنهم يهربون بمساعدة دريفتوود ويستطيعون التسلل إلى البلاد مستخدمين هويات ثلاثة طيارين أبطال ملتحين مشهورين كانوا ضمن المسافرين. يستعد الجميع، في نيويورك، لاستقبال الأبطال ويكتشفون هوية المحتالين الذين يلوذون بالفرار ومن خلفهم رقيب الشرطة هندرسون (روبرت إيميت أوكونور) الذي يلاحقهم إلى الفندق الذي يقيم فيه دريفتوود. في هذه الأثناء، يتسلق ريكاردو إلى نافذة غرفة روزا بالفندق، ويظهر لاسباري ويتعارك مع ريكاردو. يقوم غوتليب بطرد كل من روزا ودريفتوود من شركة الأوبرا، ولهذا يقرر الشباب السعي للانتقام وتخريب عرض الأوبرا في ليلة الافتتاح، وينجحوا في اختطاف لاسباري مما يجعل غوتليب يستبدله بريكاردو ورزوا، ولكن الجمهور يفضل لاسباري ويرتفع صياحهم وهم يقذفون ريكاردو بما في أيديهم وهو يحاول الصعود على خشبة المسرح. ينتهي الفيلم ودريفتوود وفيوريلو يتفاوضون على عقد عمل جديد بينما روزا وريكاردو يغنون.

## إنتاج الفيلم
جاء في كتاب "قصاصات ماركس براذرز The Marx Brothers Scrapbook" وفي مقابلة مع المنتج السينمائي ريتشارد ج. أنوبيل: "قال جروشو إنه شعر بالذهول من المسودة المبكرة للسيناريو - التي كتبها بيرت كالمار وهاري روبي على ما يبدو - لدرجة أنه صرخ: "لماذا يقوم كوفمان وريسكيند بكتابة السيناريو وهم موهبة من الدرجة الثانية". قال المنتج السينمائي ايرفينغ ثالبرج أن فيلم "ليلة في الأوبرا" يمثل إتجاة جديد للاخوة ماركس بعد تركهم لشركة بارامونت حيث كانت شخصياتهم تبدو، في التمثيل، فوضوية أكثر بكثير وكانوا يهاجمون تقريبًا أي شخص يقف في طريقهم سواء كانوا يستحق ذلك أم لا، وإن كان ذلك قد حدث بطريقة هزلية. ومع ذلك، شعر ثالبرج أن هذا جعل الأخوة ماركس لا ينالوا التعاطف وخاصة من المشاهدين. لذلك في أفلام شركة مترو غولدن ماير تمت إعادة صياغة الأخوة ماركس كشخصيات أكثر إفادة، وحفظوا معظم هجماتهم الكوميدية للأشرار فقط. على الرغم من أن بعض معجبي الاخوة ماركس لم يعجبهم هذه التغييرات ولكن بعد النجاح الكبير لفيلم "ليلة في الأوبرا" تغاضى الجميع عن لوم المنتج ثالبرج. وقد ساعد ذلك النجاح احتواء الفيلم على بعض ما يعتبره المعجبون من بين أطرف روتين الأخوين وأكثرها تميزًا. وتم صقل هذه الأعمال الروتينية بعناية في سلسلة من العروض المسرحية الحية، حيث قام الأخوة ماركس بأداء المواد الجديدة في جميع أنحاء البلاد قبل بدء التصوير.. ومع ذلك، قال المايسترو وعازف البيانو "أوسكار ليفانت" أن العرض الأول للفيلم النهائي في لونج بيتش كان "كارثة"، "بالكاد يضحك" كما كان أيضا العرض الثاني. قضى ثالبرج والمنتج الفني "جورج س كوفمان" أيامًا في غرفة المونتاج لضبط التوقيت ليتناسب مع إيقاع الأداء كما تم حذف حوالي تسع دقائق من شريط الفيلم وكانت النتيجة صرعة ونجاح كبير.

## استقبال الفيلم
حقق الفيلم إجماليًا (محليًا وأجنبيًا) قدره 1.815.000 دولار: 1.164.000 دولار من الولايات المتحدة وكندا و 651.000 دولار من أماكن أخرى. حقق فائدة قدرها 90 ألف دولار.
امتدح النقاد المعاصرين الفيلم. كتب أندريه سينوالد من صحيفة نيويورك تايمز: "إذا كانت" ليلة في الأوبرا" أقل من أفضل ما لديهم، فهي أيضًا أعلى بكثير من مستوى الضحك الذي حصلنا عليه منذ ظهورهم على الشاشة. وصفهم جورج إس كوفمان وموري ريسكيند بأنهم فريق مهرجًا مدويًا ويمارسون ذلك ببهجة جنونية.
كتبت مجلة فارايتي: «أن موادهم الكوميدية دائمًا ما تكون جيدة وأحيانًا رائعة. لقد فعلوا ذلك حقاً.» وكتبت نشرة «فيلم دايلي»: «يجب أن يكون هذا مهرجان ضحك لجميع أنواع الجماهير.»
كتب جون موشر في صحيفة نيويوركر: «هذا فيلم جيد للاخوة ماركس، جيد مثل أي فيلم قدموه، قد لا يكون جديدًا أو مفاجئًا، لكنه سريع ومضحك.»
منح موقع «الطماطم الفاسدة» الفيلم تقييماً مقداره 97% بناءاً على آراء 69 ناقداً سينمائياً وكتب إجماع نقاد الموقع: «قد ينبت البطيخ في غير موسمه، ولكن في» ليلة في الأوبرا«، لم تكن ضحكات الإخوان ماركس أقل من كونها طازجة بشكل صاخب.» أطلق الناقد كين هانكي على الفيلم «هستيريًا»، «ولكن ليس مثل أفلام الاخوان مع باراماونت.» ويوافق الناقد مارك بورن على ذلك قائلاً: «لا يزال الأخوة ماركس يتركون الهواء من القمصان المحشوة ويقومون بشواء بعض الأبقار المقدسة، لكن شيئًا ما ضاع في كل ذلك.»
اعترف روجر إيبرت أنه: «ليس الإخوان ماركس، وأسلوبهم السابق مفقود للغاية لدرجة أن الفيلم ينهار، المشكلة الرئيسية في» ليلة في الأوبرا«أنه لا يحتوي على الأشياء التي كانت تميزهم في أفلامهم مع شركة باراماونت وعن جميع الكوميديين الآخرين حيق كان اتهامهم الشديد للمجتمع.»
قام «معهد الفيلم الأمريكي» بضم فيلم «ليلة في الأوبرا» إلى قوائمه التالية:
قائمة مائة عام.. مائة فيلم (رشح في عام 1998)
قائمة مائة عام.. مائة ضحكة (احتل المركز 12 عام 2000)
قائمة مائة عام.. مائة أقتباس من الأفلام (رشح عام 2005).
أعظم الأفلام الموسيقية (رشح عام 2006)
قائمة مائة عام.. مائة فيلم «نسخة الذكرى العاشرة» (في المركز 85)

## روابط خارجية
- مقالات تستعمل روابط فنية بلا صلة مع ويكي بيانات

https://www.imdb.com/title/tt0026778/ ليلة في الأوبرا (فيلم)
https://letterboxd.com/film/a-night-at-the-opera/ ليلة في الأوبرا (فيلم)
https://www.filmaffinity.com/us/film514584.html ليلة في الأوبرا (فيلم)